# Renault RS10
Renault RS10 je Renaultov dirkalnik Formule 1, ki je bil v uporabi v drugem delu sezone 1979, ko sta z njim dirkala Jean-Pierre Jabouille in René Arnoux. Bil je prvi dirkalnik s turbo motorjem, ki je zmagal na dirki Formule 1, čemur so sledila tudi ostala moštva in v osemdesetih so imeli že vsa boljša moštva super močne turbo motorje z več kot 1500 KM. 

## Razvoj
RS10 so načrtovali in razvijali François Castaing, Michel Tétu in Marcel Hubert kot naslednika dirkalnika Renault RS01, s pomočjo katerega so razvijali 1,5L turbo motor. Jean-Pierre Jabouille je bil s svojim inženirskim znanjem in dirkaškimi sposobnostmi najet že leta 1977 in se je do leta 1979 posvečal predvsem razvoju turbo motorja. Renaultovi napori, da naredijo dober dirkalnik s turbo motorjem pa so bili na začetku tarča posmeha v paddocku, kjer je njihov dirkalnik RS01 dobil vzdevek Rumeni čajnik, ker je bil rumene barve in se je iz njega na dirkah mnogokrat začelo kaditi ob okvari motorja. Toda kmalu se je to močno spremenilo in so tudi ostala moštva pospešeno načrtovala podobne rešitve. 
RS10 je bil nared sredi sezone 1979 in opremljen z novim motorjem Renault Gordini 1.5-L V6 Twin-Turbo. RS10 je bil v primerjavi s svojim predhodnikom pripravljen za nov motor, imel je 6-stopenjski menjalnik in popolnoma novo šasijo, ki je bolje izkoriščala podtlak. 

## Dirkaška zgodovina
RS10 je debitiral na sedmi dirki sezone za Veliko nagrado Monaka. Čeprav je bil dirkalnik nezanesljiv predvsem zaradi novega motorja, pa je dokazal svojo hitrost. V zadnjih osmih dirkah sezone je RS10 osvojil kar pet najboljših štartnih položajev in edino zmago na domači dirki za Veliko nagrado Francije na dirkališču Dijon-Prenois. Tam je zmagal Jean-Pierre Jabouille, dvojno zmago pa je po enem najboljših dvobojev v zgodovini Formule 1 preprečil Gilles Villeneuve s Ferrarijem, ki je v cilj pripeljal tik pred Renéjem Arnouxom. Moštvo je bilo še večkrat na poti do zmage, toda več zmag so preprečile okvare motorja. Je pa Arnoux dosegel še tri uvrstitve na stopničke. 

## Vpliv na prihodnost
Dirkalnik, ki je bil na začetku le šala v paddocku je imel velik vpliv na dirkanje v prihodnjem desetletju. Scuderia Ferrari in Brabham sta v začetku osemdesetih predstavila svoja prva dirkalnika s turbo motorjem, temu pa so sledila še ostala moštva. Le nekatera manjša moštva, ki si nove tehnologije niso mogla privoščiti, niso imela nikakršnih možnosti za boljše rezultate. Dirkalniki s turbo motorjem so bili tako dominantni, da je FISA v sezonah 1987 in 1988 organizirala poseben Pokal Colina Chapmana za dirkalnike z atmosferskimi motorji. 
Ko je bil izboljšano izkoriščanje podtlaka in so turbo motorji presegali 1500 KM, pa so se na dirkah ponovno začele pojavljati tudi smrtne nesreče. To je vodilo v prepoved turbo motorjem pred sezono 1989. Kljub temu pa pionirji turbo motorjev v Formuli 1, Renault, v tem času nikoli niso osvojil naslova prvaka, dosegli pa so enkrat drugo in dvakrat tretje mesto v konstruktorskem prvenstvu. 

## Popolni rezultati Formule 1
(legenda) (odebeljene dirke pomenijo najboljši štartni položaj)
| Leto | Moštvo     | Motor            | Gume | Dirkača               | 1   | 2   | 3   | 4    | 5   | 6   | 7   | 8   | 9   | 10  | 11  | 12  | 13  | 14  | 15  | Toč | Prv. |
| ---- | ---------- | ---------------- | ---- | --------------------- | --- | --- | --- | ---- | --- | --- | --- | --- | --- | --- | --- | --- | --- | --- | --- | --- | ---- |
| 1979 | Renault F1 | Renault V6 (t/c) | M    |                       | ARG | BRA | JAR | ZZDA | ŠPA | BEL | MON | FRA | VB  | NEM | AVT | NIZ | ITA | KAN | ZDA | 26  | 6.   |
| 1979 | Renault F1 | Renault V6 (t/c) | M    | Jean-Pierre Jabouille |     |     |     |      |     |     | NC  | 1   | Ret | Ret | Ret | Ret | 14  | Ret | Ret | 26  | 6.   |
| 1979 | Renault F1 | Renault V6 (t/c) | M    | René Arnoux           |     |     |     |      |     |     | Ret | 3   | 2   | Ret | 6   | Ret | Ret | Ret | 2   | 26  | 6.   |